# Robert Fergusson

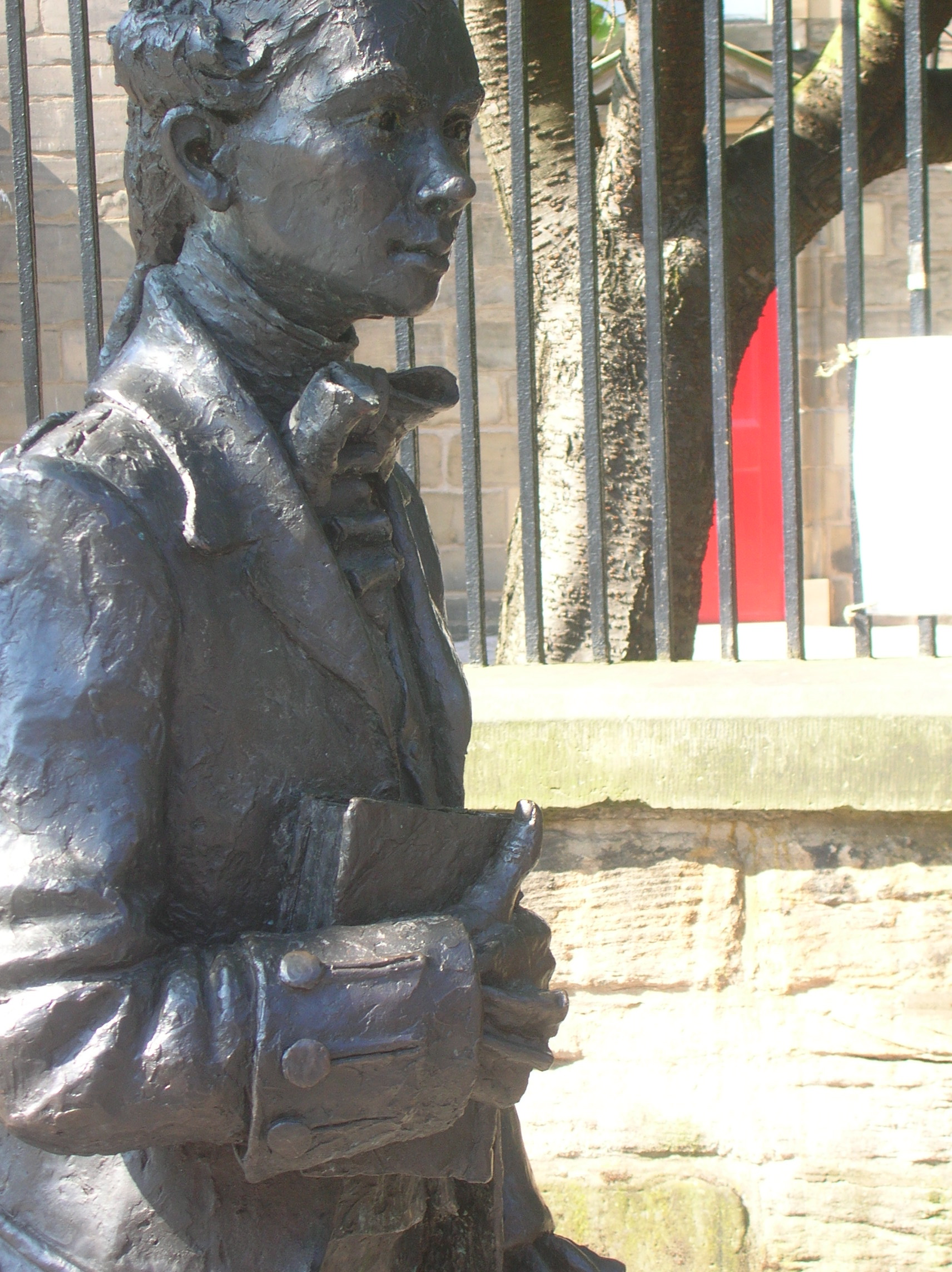
Robert Fergusson.

Robert Fergusson (Edimburgo, 5 de septiembre de 1750 - 16 de octubre de 1774), poeta escocés.
Su obra está escrita tanto en un puro inglés como en lengua escocesa, pero son más apreciados los poemas elaborados en esta última, que sirvieron de inspiración para el también poeta escocés Robert Burns. Una colección de sus poemas se imprimió en Glasgow en 1813, en dos volúmenes en dozavo, precedidos por una biografía escrita por David Irving.
- Datos: Q981990
- Multimedia: Robert Fergusson / Q981990